# Паджетт, Эндрю
Э́ндрю Па́джетт (англ. Andrew Pagett, род. 25 апреля 1982 года, Ньюпорт) — валлийский профессиональный игрок в снукер. Стал профессионалом в 2003 году. Среди достижений на любительской арене — четвертьфинал чемпионата мира и финал чемпионата Европы. В сезоне 2010/11 Паджетт вернулся в мэйн-тур после годичного отсутствия, и достиг наивысшего результата в карьере — выхода в финальную стадию чемпионата мира (в 1/16-й Эндрю проиграл Джейми Коупу).
Паджетт — приятель и спарринг-партнёр Марка Уильямса.